# Gulyás Márton
Gulyás Márton Ferenc (Budapest, 1986. június 6. –) magyar baloldali politikai aktivista, rendező, a Krétakör alapítvány volt tagja és ügyvezetője, valamint a Független Előadó-művészeti Szövetség volt alelnöke. A Humán Platform nevű szervezet megalapításának ötletadója, valamint aktivistája. A Közös Ország Mozgalom megalapítója, valamint a Slejm – A torkon ragadt politika videóvlog alapítója, vezető szerkesztője. Jelenleg a Slejm utódjaként működő Partizán YouTube-csatorna vezetője. A Slejm mérsékeltebb szociálliberális volt, a Partizánra már inkább a radikálisabb baloldali és az élesebb szociáldemokrata politikai hangvétel a jellemzőbb.

## Élete
Gulyás Márton egy középosztálybeli család harmadik gyermeke, édesapja Gulyás Gyula, dokumentumfilm-rendező. Gulyás a Berzsenyi Dániel Gimnázium diákjaként 19 évesen színdarabot rendezett, majd felvételt nyert a Színház- és Filmművészeti Egyetemre, de négy hónap elteltével megszakította tanulmányait. Nyilatkozata szerint azért, mert „túl radikális gondolkodása miatt rossz volt a viszonya a tanárokkal.”
2020 novemberében a 24.hu-nak adott interjújában vállalta fel homoszexualitását. „Stabilan a fiúk iránt érzek kizárólagos vonzalmat, de mégis azt gondolom, hogy ember és ember között nagyon sokféle erotikus minőségnek, vonzalomnak lehet tere”.

## Tevékenysége
2012-ben óraadó tanárként esztétikát tanított az Eötvös Loránd Tudományegyetem Bölcsészettudományi Karán.

### Művészeti tevékenysége
2017-ben Gulyás négyrészes dokumentumfilmet forgatott Vesszen Trianon (ǃ)(?) címmel. "A film arról szól, hogy a békediktátum és annak emlékezete hogyan alakította a politikai szekértáborokat az elmúlt 100 évben."

### Politikai tevékenysége
- Gimnazistaként részt vett egy tüntetésen az iskolaigazgató ellen.[17]
- 2014-ben a Humán Platform és a Krétakör aktivistáival együtt, „Tedd magad szabaddá!” feliratú papírokkal tüntettek annak az épületnek a közelében, melyben a Fidesz eredményváró rendezvényét tartotta.[18]
- 2015-ben a Humán Platform aktivistájaként szervezett kormányellenes tüntetést.[19]
- 2015 augusztusában Gulyás Márton a magyar kormány kerítésépítése és az ezzel kapcsolatos kormánykampány ellen szervezett tiltakozást.[8]
- 2016-ban drónnal próbált felvételeket készíteni a hatvanpusztai Orbán–Mészáros-birtokról.[20]
- 2017. március 15-én Darth Vader-jelmezbe öltözve jelent meg Ásotthalmon, tiltakozásul a polgármester, Toroczkai László által hozott muszlim- és melegellenes rendeletre.[21][22] Gulyás azt nyilatkozta, hogy ezzel és a többi[23] Darth Vader-performansszal a jelenlegi rendszert próbálta kigúnyolni.[24]
- 2017-ben a Sándor-palota előtt tiltakozott a Közép-európai Egyetemet kedvezőtlenül érintő törvények aláírása ellen.[25]
- 2017 áprilisában Röszkén tüntetett a határ megnyitásáért.[26]
- 2017 szeptemberében megnyílt az Agóra nevű építmény az Alkotmány utcában, közvetlenül a Parlament előtt, amely október 23-áig lesz a helyszíne a Közös Ország elnevezésű platformnak, amit Gulyás Márton hívott életre. A Közös Ország mozgalom célja, hogy új, a jelenleginél igazságosabb választási rendszert fogadjon el a parlament még a jövő évi választások előtt.[27]

### Tiltakozó akciói
Gulyás Márton számos botrányokozásban, tiltakozásban, illetve tiltakozási célú akcióban vett részt. Ezen eseményeket követően néhány esetben garázdaság bűntettének elkövetése miatt ítélték el a bíróságon.
A személyéhez köthető említésre méltó botrányok:
- 2013 májusában Markó Iván Az ember tragédiája című táncszínházi adaptációjának bemutatóján bekiabálásokkal zavarta meg a tapsot a Pesti Magyar Színházban. Társaival azt követelték, hogy Markó adjon számot arról a 130 millió forintról, amelyet előző évben kapott a Magyar Fesztivál Balett a rendkívüli kormányzati intézkedésekre szolgáló tartalékból.[29]
- 2014 januárjában megzavarta a holokauszt nemzetközi emléknapján tartott megemlékezést a Holokauszt Múzeumban. A rendezvényen arra kérte Rétvári Bence államtitkárt, hogy a kormány ne állítsa fel a Szabadság téren a német megszállás áldozatainak emlékművét.[30]
- 2014 nyarán egy „Cigányozás helyett baloldali megoldást” feliratú táblával tiltakozott a Demokratikus Koalíció „Ellenállás napja” című rendezvényén, emiatt állítása szerint inzultálták és megverték őt a DK szimpatizánsai.[31][32][33]
- 2015 őszén harmadszor zavarta meg a Magyar Művészeti Akadémia közgyűlését: besétált a Pesti Vigadóban tartott rendezvényre, majd a pódiumra rohant és mikrofont ragadott. A helyszínről a biztonsági őrök vezették ki.[34]
- 2016-ban tiltakozásképpen eltávolította a választási iroda tábláit, ami miatt később 41 800 forint bűnügyi költség megfizetésére kötelezték.[35]
- 2016 júliusában, amikor a budapesti Városligetben a ligetvédőkkel együtt tiltakozott a Liget Budapest előkészületi munkálatai miatt, állítása szerint eltörték az ujját, ugyanakkor a biztonsági emberek állítása szerint Gulyás Márton sebesítette meg őket azzal a vágóeszközzel, mellyel elvágta az építkezés területére történő betekintést akadályozó ponyvát.[36]
- 2017-ben 300 óra közmunkára ítélték a Sándor-palota festékkel történő megrongálásában betöltött szerepe miatt.[37][38]
- 2018. január 17-én narancssárga festékkel öntötte le az Állami Számvevőszék épületét, tiltakozásként a szervezetnek a több ellenzéki párt ellen hozott döntése[39] miatt. Az okozott kár kijavítása az intézmény állítása szerint 6 millió forintba kerül.[40]
- 2024 februárjában a Novák Katalin kegyelmezési ügye miatti közfelháborodás hatására több youtuberrel tüntetést szervezett a budapesti Hősök terére. Az egy héttel előtte bejelentett demonstráción végül százötvenezer fő vett részt.[41]

## Díjai
- Szabad-díj (2020)[42]
- Népszabadság-díj (2021)[43]
- Joseph Pulitzer-emlékdíj (2023)[44]